# Santo André (Porto Novo)
Santo André és una freguesia (parròquia civil) de Cap Verd. Cobreix la part nord-occidental, la més petita, del municipi de Porto Novo, de l'illa de Santo Antão. La seu de la parròquia és Norte. Santo André és l'equip de futbol de la parròquia i juga al Campionat regional de Santo Antão Sud des de la seva aparició en la temporada 2014-15.

## Subdivisions
La freguesia consta dels següents assentament, i la seva població segons el cens de 2010 era:
- Alto Mira (pop: 1.003)
- Chã de Branquinho (pop: 114)
- Chã de Norte (pop: 241)
- Jorge Luis (pop: 347)
- Martiene (pop: 446)
- Monte Trigo (pop: 274)
- Norte (pop: 595)
- Ribeira da Cruz (pop: 421)